# マイ・スペシャル・タタイ
『マイ・スペシャル・タタイ』（英語: My Special Tatay）は、フィリピンのテレビドラマ。GMAネットワークで2018年9月3日から2019年3月29日まで放送された。

## 登場人物
ロベルト「ボイエ」M・ヴィラロマン
演：ケン・チャン